# Henning Tillmann

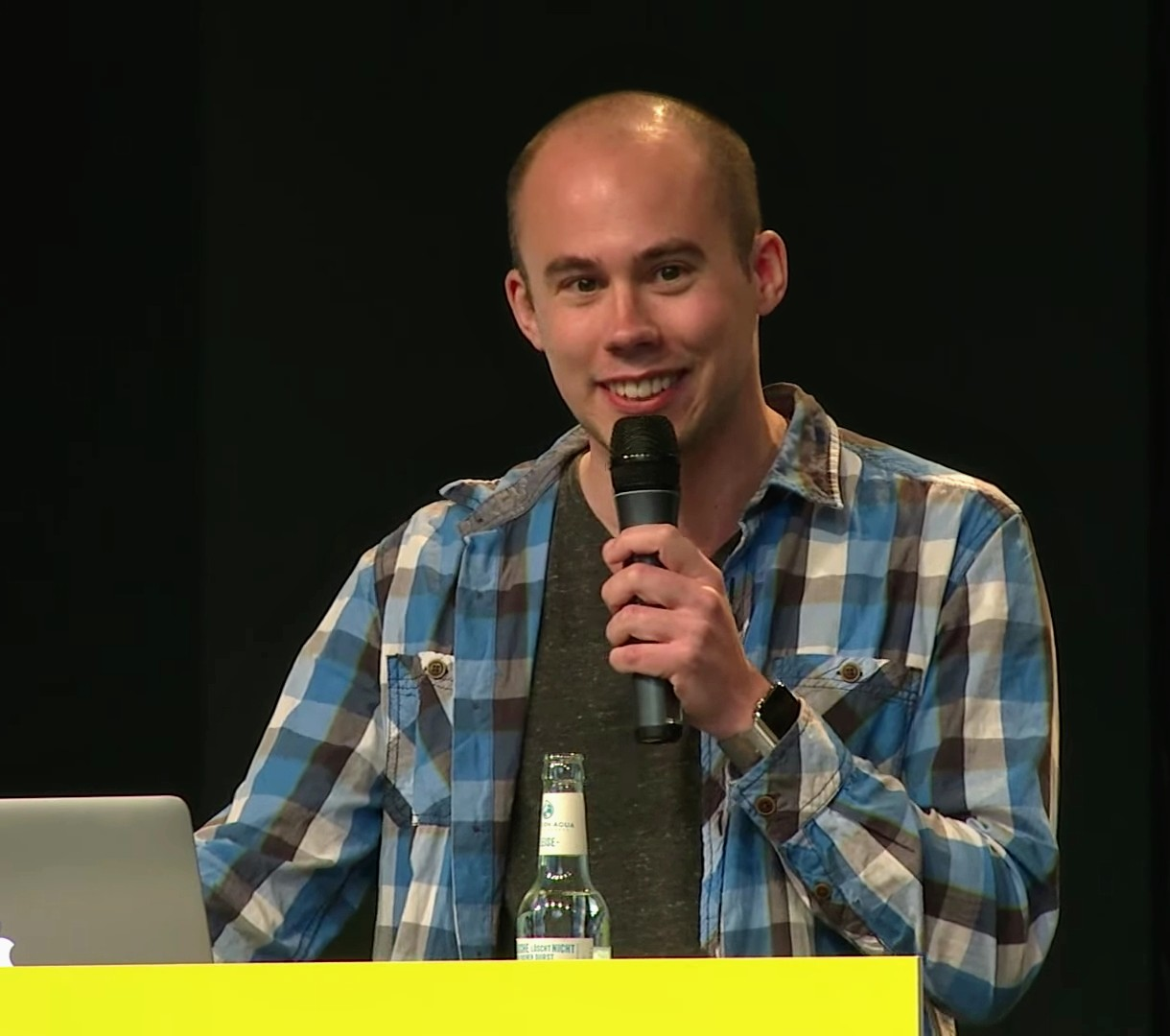
Henning Tillmann (2015)

Henning Tillmann (* 19. Januar 1985 in Unna) ist ein deutscher Softwareentwickler, Internetaktivist und Politiker (SPD).

## Leben
Henning Tillmann wuchs im westfälischen Kamen auf und wurde im Jahr 2005 Mitglied der SPD. Er studierte an der Technischen Universität Dortmund und an der Humboldt-Universität zu Berlin, an der er im Jahr 2013 sein Studium als Diplom-Informatiker abschloss. Von Oktober 2008 bis Oktober 2009 arbeitete er beim SPD-Parteivorstand und war zuständig für die Terminvorbereitung und Terminbegleitung des damaligen SPD-Parteivorsitzenden Franz Müntefering. Während seiner Studienzeit in Berlin arbeitete er im Bundestagsbüro des Abgeordneten Oliver Kaczmarek, der wie Tillmann aus Kamen stammt. Seit dem Abschluss seines Studiums 2009 ist Tillmann selbständiger Softwareentwickler, der auf Web-Anwendungen und Websites, Apps und Client/Server-Kommunikation sowie auf Mediengestaltung spezialisiert ist und lebt in Berlin. Gemeinsam mit Lena M. Stork betreibt er den Podcast „Tech & Tonic“, bei dem die beiden mit Persönlichkeiten aus Wirtschaft, Politik und Wissenschaft wie zum Beispiel Constanze Kurz, Brigitte Zypries oder Nico Lumma über digitale Themen sprechen.

## Unternehmensgründung
Henning Tillmann gründete im Jahr 2021 gemeinsam mit Katja Waldor die Snaque GmbH mit Sitz in Berlin. Das Kernprodukt des Unternehmens ist eine Paywall-Extension für Publisher, mit der Leser von Online-Medien die Möglichkeit haben, Premium-Content auch ohne Abo zu lesen. Verlage können das Tool einbauen und Nutzende dann Paid Artikel freischalten, indem sie mit Werbung interagieren, die im Tinder-Stil ausgespielt wird. Erster Kunde war die Sächsische Zeitung. Von den Lesern, die auf mit Snaque einen Artikel freigeschaltet haben, wurden später bis zu siebenmal so viele zu Abonnenten wie von denen, die nur die normale Paywall sahen.

## Browser Fingerprinting
Die Diplom-Abschlussarbeit von Tillmann beschäftigte sich mit der Wiederkennung von Webseitenbesuchern durch Browser Fingerprinting. Dabei sammelte er Ende 2012 Charakteristika der von Webseitenbesuchern verwendeten Browser und Betriebssysteme, u. a. die Liste der installierten Schriftarten und Browserversionen. In einer Feldstudie mit über 23.700 Datensätzen konnte er nachweisen, dass knapp 93 % der erhobenen Fingerprints einzigartig waren. Wurden lediglich die drei aussagekräftigsten Merkmale betrachtet, blieb die Quote der einzigartigen Fingerprints mit fast 87 % vergleichsweise hoch. In der Feldstudie, die über einen Zeitraum von 30 Tagen angesetzt war, konnte Tillmann ferner nachweisen, dass bei 60 % der Teilnehmer keine Veränderung, bei knapp 90 % nur maximal drei Änderungen der Merkmale feststellbar waren. Selbst durch triviale Algorithmen sei eine Wiederkennung von Besuchern ohne den Einsatz klassischer Trackingverfahren, die Daten auf den Computern der Nutzer speichern, möglich. Die Studie und alle gesammelten Daten können unter Creative Commons Lizenz heruntergeladen werden.

### Weitere Forschung
Henning Tillmann war Mitglied der Forschungsgruppe The Business Web der Berliner Denkfabrik Stiftung Neue Verantwortung. Die Arbeitsgruppe forschte zu den ökonomischen Einflüssen von digitalen Ökosystemen auf das Internet. Es wurde u. a. ein Policy Brief veröffentlicht.

## Politische Aktivitäten
Henning Tillmann war vom Jahr 2010 bis zu dessen Auflösung 2013 Mitglied des Gesprächskreises Netzpolitik beim SPD-Parteivorstand. Seitdem ist er Mitglied der Medien- und Netzpolitischen Kommission beim SPD-Parteivorstand. Er ist Co-Vorsitzender des netzpolitischen Vereins D64 – Zentrum für Digitalen Fortschritt.
Tillmann war Mitglied der SPD-Verhandlungsgruppe zu digitalen Themen bei den Koalitionsverhandlung im Winter 2018 zur Bildung einer neuen großen Koalition auf Bundesebene.
Im November 2022 wurde Henning Tillmann vom Bundesminister für Digitales und Verkehr in den Beirat „Digitalstrategie Deutschland“ berufen, u. a. um einen Monitoring-Prozess für die Transformationsziele der Bundesregierung zu erarbeiten und diese digitalpolitisch zu beraten.

### Novellierung des Jugendmedienschutz-Staatsvertrags 2010
Tillmann engagierte sich gegen die Novellierung des Jugendmedienschutz-Staatsvertrags 2010. Der Entwurf sah unter anderem vor, dass Webseitenbetreiber ihre Inhalte mit Alterskennzeichnungen versehen müssen. Tillmann warnte seine Partei vor einem Verlust der netzpolitischen Glaubwürdigkeit, sollte sie das Vorhaben nicht stoppen. Er verfasste mit dem Internetaktivisten Alvar Freude und dem Medienpädagogen Jürgen Ertelt einen offenen Brief an die nordrhein-westfälische Landtagsfraktion der SPD. Dieser Brief wurde vom damaligen Bundesvorsitzenden der Jusos, Sascha Vogt, dem Journalisten Mario Sixtus, dem Rechtsanwalt Udo Vetter und 50 weiteren Personen unterzeichnet.
Alle Fraktionen des nordrhein-westfälischen Landtags, somit auch die Fraktion der SPD, stimmten gegen die Novellierung des Jugendmedienschutz-Staatsvertrags, obwohl die Fraktionen von SPD und Bündnis 90/Die Grünen zuvor angaben, diesen unterstützen zu wollen. Die Novellierung scheiterte damit.

### Vorratsdatenspeicherung
Nach dem Bekanntwerden der Pläne der Bundesregierung im März 2015, die Vorratsdatenspeicherung wiedereinzuführen, schrieb Tillmann einen Musterantrag für alle SPD-Gliederungen, der über den netzpolitischen Verein D64 verbreitet wurde. Dieser Musterantrag sollte eine Ablehnung der Vorratsdatenspeicherung auf dem Parteikonvent am 20. Juni 2015 bewirken. Der Antrag wurde bis zum Antragsschluss von 99 SPD-Ortsvereinen, -Kreisverbänden bzw. -Landesverbänden übernommen und fristgerecht zum Parteikonvent gestellt. Tillmann organisierte den parteiinternen Widerstand innerhalb der SPD. Erst wenige Wochen vor dem Parteikonvent wurde das Thema schließlich auf die Tagesordnung gesetzt. Nach über dreistündiger Diskussion votierten die Delegierten des Parteikonvents mit 124 Stimmen für und 88 Stimme gegen das Vorhaben der Parteispitze.

### SPD Plus Plus
Im Jahr 2017 war Henning Tillmann Mitinitiator von SPD Plus Plus (Eigenschreibweise: SPD++). Unter dem Leitmotiv „Wir wollen die SPD neu denken“ hat die Initiative das Ziel, die SPD jünger, offener vielfältiger zu machen, u. a. durch eine Kultur der Gleichberechtigung, Ideenmanagement-Tools sowie eine Quote für unter 35-Jährige in Führungsgremien. Durch online-basierte Themenforen sollen sich Mitglieder zu unterschiedlichen Themen stärker überregional vernetzen und dann auch Delegierte zum Bundesparteitag schicken dürfen. Zu den Erstunterstützern gehören die Autorin Juli Zeh, der Chef der Berliner Senatskanzlei Björn Böhning, Musikmanager und Kultur-Staatssekretär a. D. Tim Renner sowie die Bundestagsabgeordnete Cansel Kiziltepe. Viele der Forderungen, wie die Einführung von online-basierten Themenforen, wurden vom SPD-Bundesparteitag im Dezember 2017 beschlossen und sollen bis 2019 umgesetzt werden. Henning Tillmann ist Mitglied der Organisationspolitischen Kommission der SPD, die entsprechend dem Parteitagsbeschluss bestehende Strukturen überprüfen, modernisieren oder möglicherweise abschaffen soll. Dort wurde auch auf Initiative von Tillmann im September 2019 beschlossen, die von SPD Plus Plus vorgeschlagenen online-basierten Themenforen umzusetzen, den Parteikonvent durch ein Debattencamp zu ergänzen und einen Mitgliederbeirat einzusetzen.